# Auguste de Palatinat-Soulzbach
Auguste de Palatinat-Soulzbach né le 2 octobre 1582 et décédé le 14 août 1632 était un comte palatin de Soulzbach de 1614 à 1632.

## Biographie
Auguste est né à Neubourg et est le second fils de Philippe-Louis de Neubourg duc de Palatinat-Neubourg et d'Anne de Clèves. Après le décès de son père en 1614, ses possessions sont partagées entre Auguste et ses deux frères. Auguste reçoit la partie nord du duché de Palatinat-Neubourg qui devient le duché de Palatinat-Soulzbach.
Auguste meurt à Windsheim en 1632 et est enterré à Lauingen.

## Famille
Auguste épouse Hedwige de Holstein-Gottorp (23 décembre 1603 – 22 mars 1657), fille de Jean-Adolphe de Holstein-Gottorp et d'Augusta de Danemark, le 17 juillet 1620 et ont sept enfants :
1. Anne-Sophie (17 juillet 1621 – 25 mai 1675), qui épousa le comte Joachim-Ernest d'Oettingen-Oettingen
2. Christian-Auguste de Palatinat-Soulzbach (26 juillet 1622 – 23 avril 1708)
3. Adolphe Frédéric (31 août 1623 – 14 mars 1624)
4. Augusta-Sophie de Palatinat-Soulzbach (22 novembre 1624 – 30 avril 1682), mariée à Wenzel-Eusèbe de Lobkowicz
5. Jean-Louis de Palatinat-Soulzbach (22 décembre 1625 – 30 octobre 1649)
6. Philippe-Florian de Palatinat-Soulzbach (20 janvier 1630 – 4 avril 1703)
7. Dorothée Suzanne (17 août 1631 – 3 juillet 1632)